# 韋伯嶺
84°20′S 63°12′W / 84.333°S 63.200°W
韋伯嶺（英語：Weber Ridge）是南極洲的山嶺，位於伊莉莎白女王地，屬於彭薩科拉山脈中帕圖克森特山脈的一部分，全長15公里，美國地質調查局根據測量和該國海軍的空中照片繪入地圖，現時由南極條約體系管理。